# 시오타니 쓰카사
시오타니 쓰카사(일본어: 塩谷 司, 1988년 12월 5일 ~ )는 일본의 축구 선수로 현재 산프레체 히로시마에서 수비수로 활동 중이다.

## 구단 경력
그는 2011년 J2리그의 미토 홀리호크에 입단했다. 2012년 J1리그의 산프레체 히로시마로 이적했다. 2012년, 2013년, 2015년 3번의 J1리그 우승을 차지했다. 2017년 알아인 FC로 이적했다. 2021년 산프레체 히로시마로 복귀했다.

## 국가대표팀 경력
그는 2014년 10월 10일 자메이카과의 경기에서 일본 국가대표팀에 데뷔했다. 2015년 AFC 아시안컵에 출전했다.
2016년 하계 올림픽에 참가할 일본 U-23 국가대표팀에 발탁되었으며, 3경기에 출전했다.
2019년 AFC 아시안컵에도 출전, 준우승에 기여했다. 그는 2019년까지 국제 A매치 통산 7경기에 출전, 1득점을 넣었다.

## 통계

### 구단
| 미토 홀리호크 | 미토 홀리호크 | 미토 홀리호크 |
| 연도          | 출전          | 득점          |
| ------------- | ------------- | ------------- |
| 2011          | 38            | 3             |
| 2012          | 25            | 2             |
| 통산          | 63            | 5             |

| 산프레체 히로시마 | 산프레체 히로시마 | 산프레체 히로시마 |
| 연도              | 출전              | 득점              |
| ----------------- | ----------------- | ----------------- |
| 2012              | 4                 | 0                 |
| 2013              | 42                | 4                 |
| 2014              | 38                | 7                 |
| 2015              | 33                | 3                 |
| 통산              | 117               | 14                |

### 국가대표팀
| 일본 | 일본 | 일본 |
| 연도 | 출전 | 득점 |
| ---- | ---- | ---- |
| 2014 | 2    | 0    |
| 2015 | 0    | 0    |
| 2016 | 0    | 0    |
| 2017 | 0    | 0    |
| 2018 | 0    | 0    |
| 2019 | 5    | 1    |
| 통산 | 7    | 1    |